# 아더 왕궁의 소년
아더 왕궁의 소년(A Kid In King Arthur's Court)은 헝가리에서 제작된 마이클 고틀립 감독의 1995년 모험, 코미디, 가족, 판타지, 멜로/로맨스 영화이다. 토마스 이안 니콜라스 등이 주연으로 출연하였고 피터 에이브람스 등이 제작에 참여하였다.

## 출연

### 주연
- 토마스 이안 니콜라스
- 조스 아클랜드
- 아트 말릭
- 파로마 바에자
- 케이트 윈슬렛
- 다니엘 크레이그
- 데이빗 타이샐
- 론 무디
- 베리 스탠턴
- 마이클 멜만

### 조연
- 마이클 켈리
- 루이즈 로즈너
- 벨라 웅거
- 쉐인 리머
- 데보라 웨스톤
- 빈센트 마젤로
- 캐서린 블레이크
- J.P. 구에린

## 제작진
- 원작자: 마크 트웨인
- 공동제작: 앤드류 허쉬
- 공동제작: 조나돈 코맥 마틴
- 라인프로듀서: 루이즈 로즈너
- 협력프로듀서: 메건 F. 링